# 875 до н. е.

## Події
Ехестрат, легендарний цар Спарти із роду Агідів, зійшов на трон після смерті Агіса.
Асирійський правитель Ашшур-назір-апал II захопив Фінікію.

### Астрономічні явища
- 24 червня. Повне сонячне затемнення.[1]
- 17 грудня. Кільцеподібне сонячне затемнення.[1]